# Regalitatea germanică

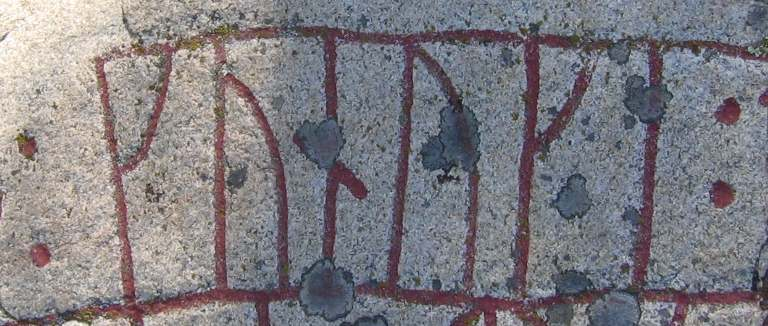
Cea mai veche inscripție konungi, în scriere runică.

Regalitatea germanică (în germana veche Konungr, din care provin cuvintele moderne König în limba germană respectiv King în limba engleză) este echivalarea teoretică a instituției conducătorilor romanici (rex) cu cea a conducătorilor triburilor germanice la sfârșitul antichității. 